# Festival Sudoeste
O Festival Sudoeste é um festival musical de Verão realizado em Portugal. Decorre na Herdade da Casa Branca, na Zambujeira do Mar (Odemira), região do Alentejo, e é organizado pela Música no Coração. Ao longo dos anos recebeu a visita de mais de um milhão de pessoas. Realiza-se, anualmente, no início do mês de Agosto.

## História

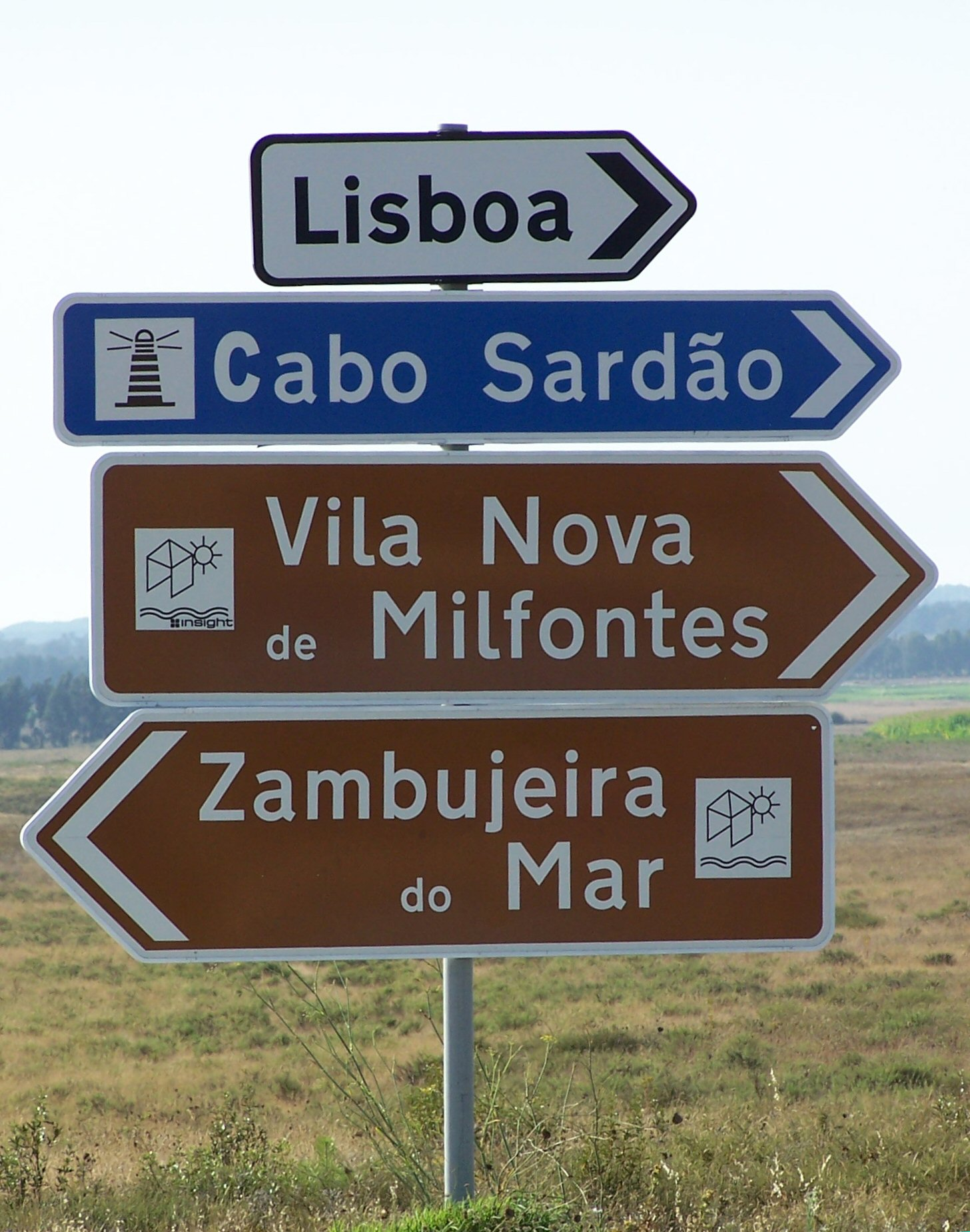
Setas com indicações perto do recinto do Festival Sudoeste

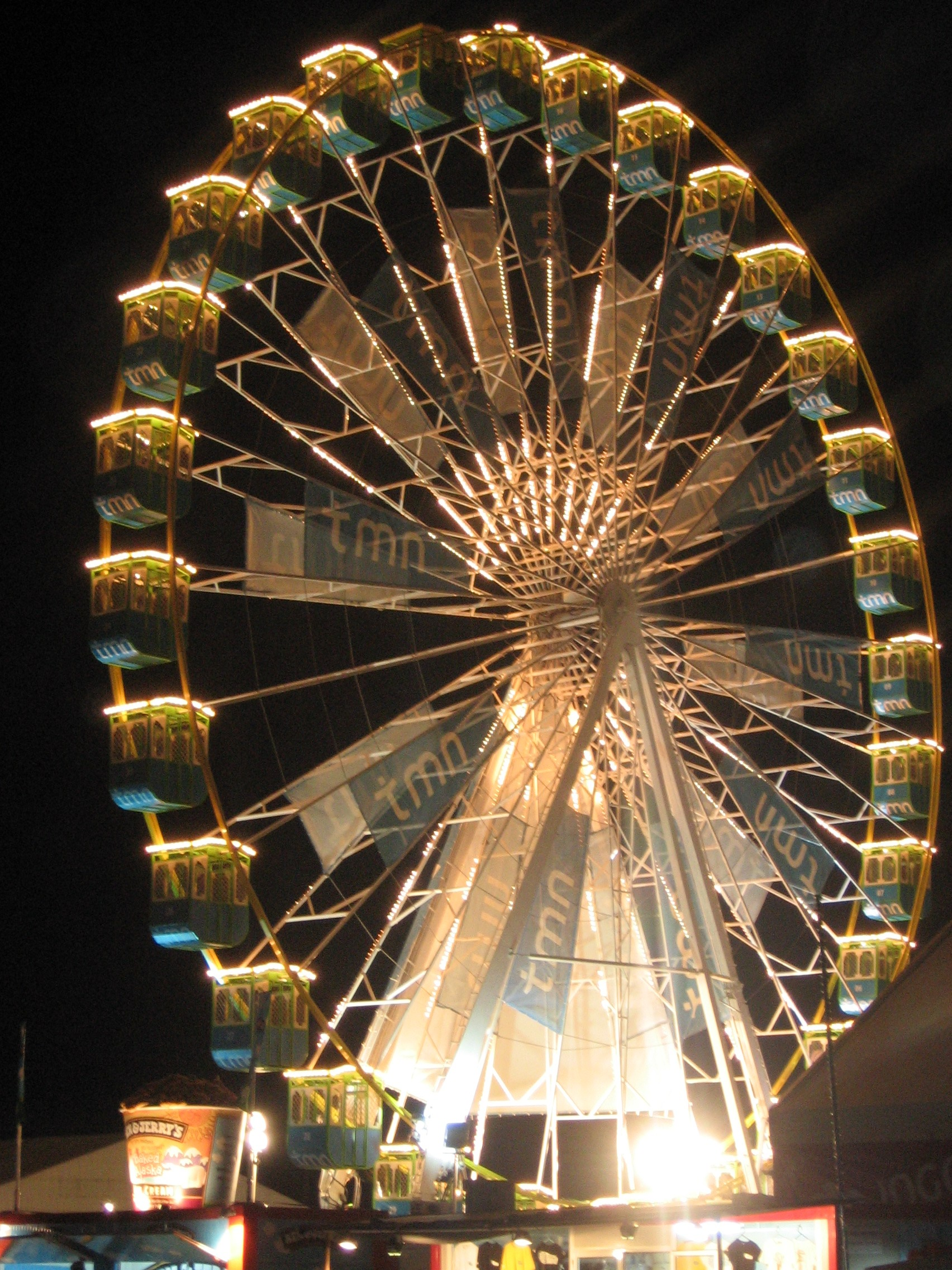
Roda Gigante no Festival Sudoeste (2008)

É um dos mais importantes festivais de verão em Portugal, pois concentra uma vasta gama de artistas de renome de vários estilos musicais que vão desde o Reggae ao Rock, passando pela música electrónica, ou mesmo pelo Fado. O festival começou em 1997 com três dias de festival; o cartaz era digno de um festival de primeira ordem, apesar de ser o ano de estreia do Sudoeste. Esta primeira edição pecou apenas pela falta de organização, tendo ocorrido vários problemas de ordem técnica durante os concertos. Ao longo dos anos a organização melhorou muito, sendo actualmente uma referência no que diz respeito aos festivais de Verão em Portugal.
Em 2001, pela primeira vez em cinco anos, o festival durou quatro dias. Em 2003, o principal patrocinador e organizador do festival mudou; desde do início que a marca de cerveja Sagres teve esse papel, mas nesse ano, o testemunho passo para a operadora da rede móvel Optimus, dando-lhe a denominação de Festival Optimus Sudoeste. A MEO, como TMN, adquiriu o patrocínio do festival no ano de 2005 e passou a chamá-lo Festival Sudoeste tmn foi nesta época que o festival ganhou mais notoriedade, principalmente devido às fortes campanhas publicitárias que antecediam o evento. Na edição de 2013 o grupo PT, atual Altice, resolveu mudar a sua aposta no mundo da música e passou a chamar-se 'Festival MEO Sudoeste'.
A comemoração da década de "vida" do festival, em 2006, foi feita com grande pompa. Foram convidadas bandas que nunca antes tinham actuado no Sudoeste, ou mesmo em Portugal, como por exemplo os Daft Punk; outros artistas preparam actuações especiais para a ocasião. Em 2008, o festival passou a contar com um quinto dia de festival. Não foi considerado oficialmente como mais um dia de festival, mas sim como pré-festival. Contudo as bandas actuaram já dentro do recinto. Para além disso, esse ano contou também com um palco extra, quatro no total.
Em 2023, a operadora de telecomunicações MEO cessou da sua relação comercial, enquanto entidade patrocinadora, e o festival passou a denominar-se de Festival Sudoeste.

## Artistas
Pelo festival já passaram alguns dos maiores nomes da música portuguesa e internacional, com destaque para Anitta, Blind Zero, Bloodhound Gang, Jamiroquai, Portishead, Sonic Youth, Primal Scream, Muse, Marilyn Manson, Oasis, Ben Harper, The Chemical Brothers, Air, Faith No More Amy Macdonald, Lily Allen, Humanos, Kraftwerk, Silence 4, Franz Ferdinand, Jorge Palma, Basement Jaxx, Fatboy Slim, David Fonseca, Moloko, Da Weasel, Groove Armada, Underworld, Sean Paul, Blasted Mechanism, LCD Soundsystem, Korn, James, Blur, The Gift, PJ Harvey, Placebo, Toranja, Peter Murphy, dEUS, Guano Apes, Alanis Morissette, Clã, Massive Attack, Beck, Xutos & Pontapés, Suede, The Cure, The National, Gentleman, The Prodigy, Goldfrapp, Daft Punk, Madness, Boss AC, Skin, Zero 7, Patrice, Manu Chao, Hardwell, Martin Garrix, Jay Hardway, Alesso, Sebastian Ingrosso, David Guetta, Benny Benassi, Shawn Mendes entre muitos outros.

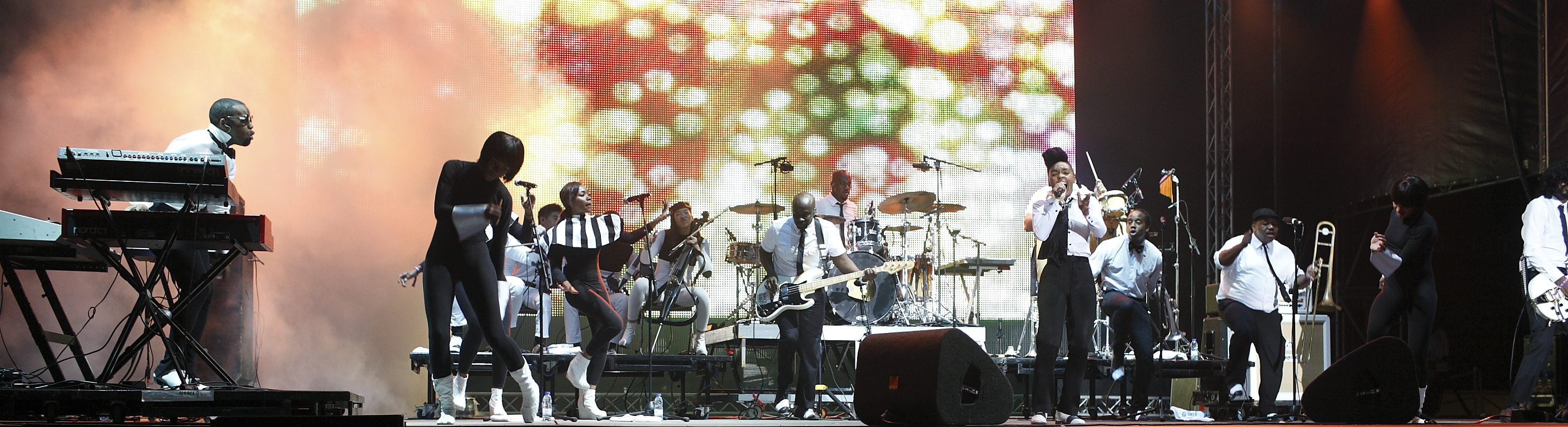
Janelle Monáe em atuação com a sua banda no Festival Sudoeste (2011)

## Serviços
Durante as várias edições do festival a organização disponibilizou ao público variados serviços como parque de campismo, com chuveiros, casas de banho; parque de estacionamento gratuito durante a semana do festival, caixas Multibanco, posto de primeiros socorros 24 horas por dia, zona de alimentação, uma feira de artesanato, bilheteira, autocarros gratuitos até à praia mais próxima (Zambujeira do Mar). O parque de campismo possui ainda um canal de rega no qual os campistas/festivaleiros podem tomar banho, não necessitando de fazer a viagem até à Zambujeira do Mar.
A partir da edição de 2011 (inclusive) passou a ser possível comprar o passe Zmar, que dá acesso a uma área de campismo reservada, ou o passe Zmar Móvel, onde é fornecida um prefabricado com ar condicionado, eletricidade, TV, Wifi e cozinha equipada.
A edição de 2013 estreou Wi-Fi gratuito em todo o recinto do festival.

## Recinto
A área do Festival Sudoeste está dividida em duas partes distintas:
- Recinto - é aí que estão montados os palcos para os concertos, bem como várias barracas dos patrocinadores e algumas diversões.
- Parque de Campismo - é gratuito para quem compra o bilhete para todos os dias do festival.

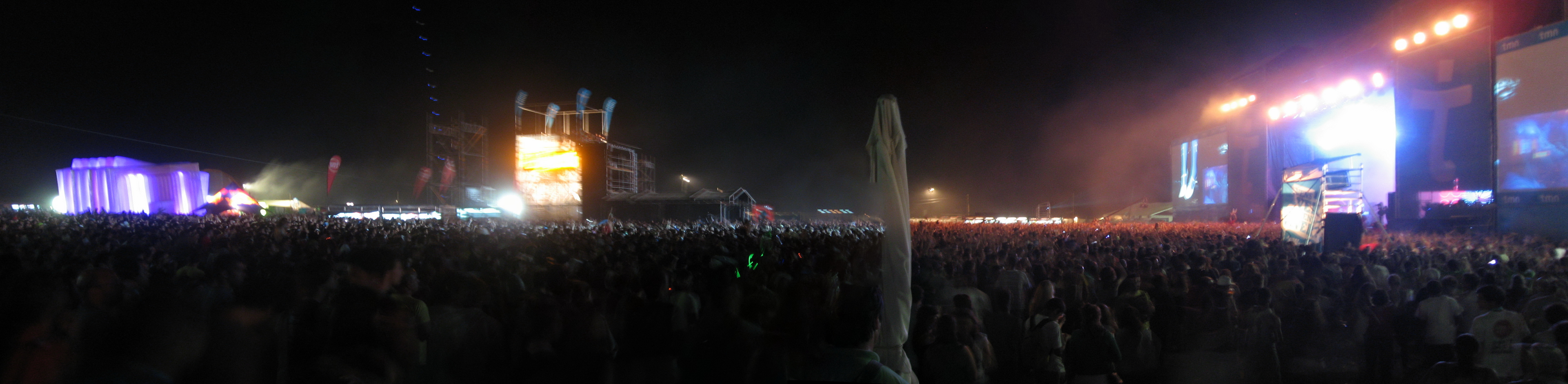
Vista panorâmica do recinto do Festival Sudoeste (2010)